# Гаррисон (округ, Миссисипи)
Округ Гаррисон (англ. Harrison County) — округ штата Миссисипи, США. Население округа на 2000 год составляло 189 601 человек. В округе два административных центра — города Галфпорт и Билокси.

## История
Округ Гаррисон основан в 1841 году.

## География
Округ занимает площадь 1504.8 км2.

## Демография
Согласно переписи населения 2000 года, в округе Гаррисон проживало 189601 человек (данные Бюро переписи населения США). Плотность населения составляла 126 человек на квадратный километр.